# Écureuil japonais
Écureuil japonais, est, en français, d’abord une dénomination à visée commerciale pour désigner le tamia de Sibérie (Tamias sibericus). Il s’agit également d’un nom vernaculaire ambigu, désignant plusieurs espèces et sous-espèces de rongeurs de la famille des Sciuridae vivant sur l'archipel japonais, y compris sur Hokkaidō :
Le genre Sciurus : 
- Sciurus lis, l’écureuil du Japon, endémique des îles principales du Japon.
- Sciurus vulgaris orientis, « l’écureuil roux d’Ézo (ja) », une sous-espèce de l’écureuil roux vivant sur l’île d’Hokkaidô.

Le genre Tamias : 
- Tamias sibiricus lineatus, le « tamia d’Ézo (en) », une sous-espèce du tamia de Sibérie vivant sur l’île d’Hokkaidô.

Le genre Pteromys : 
- Pteromys volans orii, le « polatouche d’Ézo (en) », une sous-espèce du polatouche de Sibérie vivant sur l’île d’Hokkaidô.
- Pteromys momonga, le polatouche du Japon une espèce endémique des îles principales du Japon.

Le genre Petaurista : 
- Petaurista leucogenys, le pétauriste à joues blanches, une espèce endémique des îles principales du Japon.